# Henriette von Knebel
Henriette von Knebel (geboren am 29. Juni 1755 in Regensburg; gestorben am 14. Juni 1815 in Ludwigslust) war die Erzieherin und spätere Gesellschaftsdame der sächsischen Prinzessin Karoline Luise von Sachsen-Weimar-Eisenach.

## Leben
Henriette von Knebel, geboren als Henriette Knebel, kam 1755 als Tochter von Johann Georg Friedrich Knebel und dessen Frau Elisabeth Magdalene zur Welt. Ihre älteren Brüder waren Wilhelm, Christian Friedrich und Karl Ludwig von Knebel. Ihr Vater wurde 1756 in den Adelsstand erhoben.
Im Jahr 1791 verließ Henriette von Knebel das Elternhaus in Ansbach und begab sich nach Weimar, wo ihr Bruder Karl Ludwig ihre Berufung zur Erzieherin am Königshof durchgesetzt hatte. Mit ihm unterhielt sie in den folgenden Jahren einen regen Briefwechsel, der ihr Leben bei Hof schildert. So wohnte sie etwa den Tanzstunden der Prinzessin bei, dem Konfirmationsunterricht durch Herder, den Teestunden bei Kotzebue, Zelters Besuch bei Goethe oder der Hochzeit des Erbprinzen Karl Friedrich mit Maria Pawlowna.
1810 verließ sie Weimar im Gefolge von Karoline Luise, als diese Friedrich Ludwig zu Mecklenburg heiratete. Bis zu ihrem Lebensende im Sommer 1815 blieb sie die Gesellschaftsdame Carolines.